# Flughafen Bingöl

i7
i11
i13
Der Flughafen Bingöl (türkisch Bingöl Havalimanı, IATA-Code: BGG, ICAO-Code: LTCU) ist ein Flughafen in der Stadt Bingöl in der Türkei. Es liegt zwanzig Kilometer südwestlich von Bingöl und wird nur für Inlandsflüge genutzt.